# Józef Wysocki (naukowiec)
Józef Wysocki (ur. 1932 w Przemyślu, zm. 21 stycznia 2011 we Wrocławiu) – polski elektronik, fizyk i publicysta, pracownik naukowy Uniwersytetu Wrocławskiego, znawca Kresów Wschodnich, działacz kresowy i harcerski, doktor habilitowany.

## Życiorys
Jego ojciec brał udział w obronie Lwowa przed Ukraińcami w szeregach Orląt Lwowskich, następnie w wojnie polsko–bolszewickiej. W czasie II wojny światowej działał w Związku Walki Zbrojnej (ZWZ) i Armia Krajowej. Aresztowany przez Niemców zginął w obozie w Buchenwaldzie.
Absolwent Wydziału Elektroniki Politechniki Gdańskiej (1953). Doktoryzował się z nauk fizycznych na Uniwersytecie Wrocławskim, habilitował z elektroniki na Politechnice Wrocławskiej. W latach 1964–1997 doktorant, asystent, adiunkt w Instytucie Fizyki Doświadczalnej Uniwersytetu Wrocławskiego, w latach 1997–2003 profesor Politechniki Częstochowskiej. 
Od 1944 w polskim harcerstwie, od 1958 instruktor harcerski. Długoletni instruktor Dolnośląskiej Chorągwi Harcerzy im. Orląt Lwowskich. Współzałożyciel Związku Harcerstwa Rzeczypospolitej (ZHR). Autor kilkudziesięciu publikacji naukowych oraz kilku patentów.
Członek NSZZ „Solidarność”. W latach 2000–2006 członek Organizacja Narodu Polskiego – Liga Polska. Inicjator powołania Społecznego Komitetu Panoramy Racławickiej, organizator zebrania założycielskiego tego Komitetu (październik 1980), sekretarz Komitetu. W wyborach parlamentarnych w 1997 bez powodzenia ubiegał się o mandat poselski z listy Akcji Wyborczej Solidarność w województwie wrocławskim (otrzymał 1435 głosów). W 2005 bez sukcesu ubiegał się o mandat do Senatu RP. 
Działał na niwie działalności kresowej, m.in. podejmował kroki w celu udokumentowania losów Polaków w okresie II wojny światowej na Kresach Wschodnich Rzeczypospolitej. Członek rozwiązanego Polskiego Stronnictwa Kresowego (1995–1999). Obrońca polskiego posiadania ziemskiego na zachodzie Polski; organizator ogólnopolskiego sympozjów "Wyprzedaż polskiej ziemi obcokrajowcom i sposoby zapobieżenia temu procesowi" (1999). Organizator protestu przeciw "Centrum Wypędzonych we Wrocławiu". Przeciwnik wejścia Polski do Unii Europejskiej. 
Prowadził dyskusje i wygłaszał felietony w Radiu Maryja i Katolickim Radiu Rodzinnym.
Napisał m.in. krytyczną recenzję „Tek edukacyjnych” historyka Grzegorza Motyki.
Odznaczony m.in. Złotym Krzyżem Zasługi oraz Medalem Panoramy Racławickiej.